# 金海路駅 (上海市)
金海路駅（きんかいろえき）は中華人民共和国上海市浦東新区に位置する上海軌道交通9号線と12号線の駅である。

## 歴史
- 2012年12月29日：12号線開通に伴い、開業[1]。
- 2017年12月30日：9号線の開業により乗換駅となる[2]。

## 駅構造
9号線は島式ホーム1面2線、12号線は相対式ホーム2面2線の地下駅である。9号線のコンコースと12号線のホームが直接接続しているため、乗り換えが非常に便利です。
さらに、12号線の終点駅方面の本線は金橋車両基地に直接接続しているため、当駅の12号線には延伸能力がありません。

### のりば

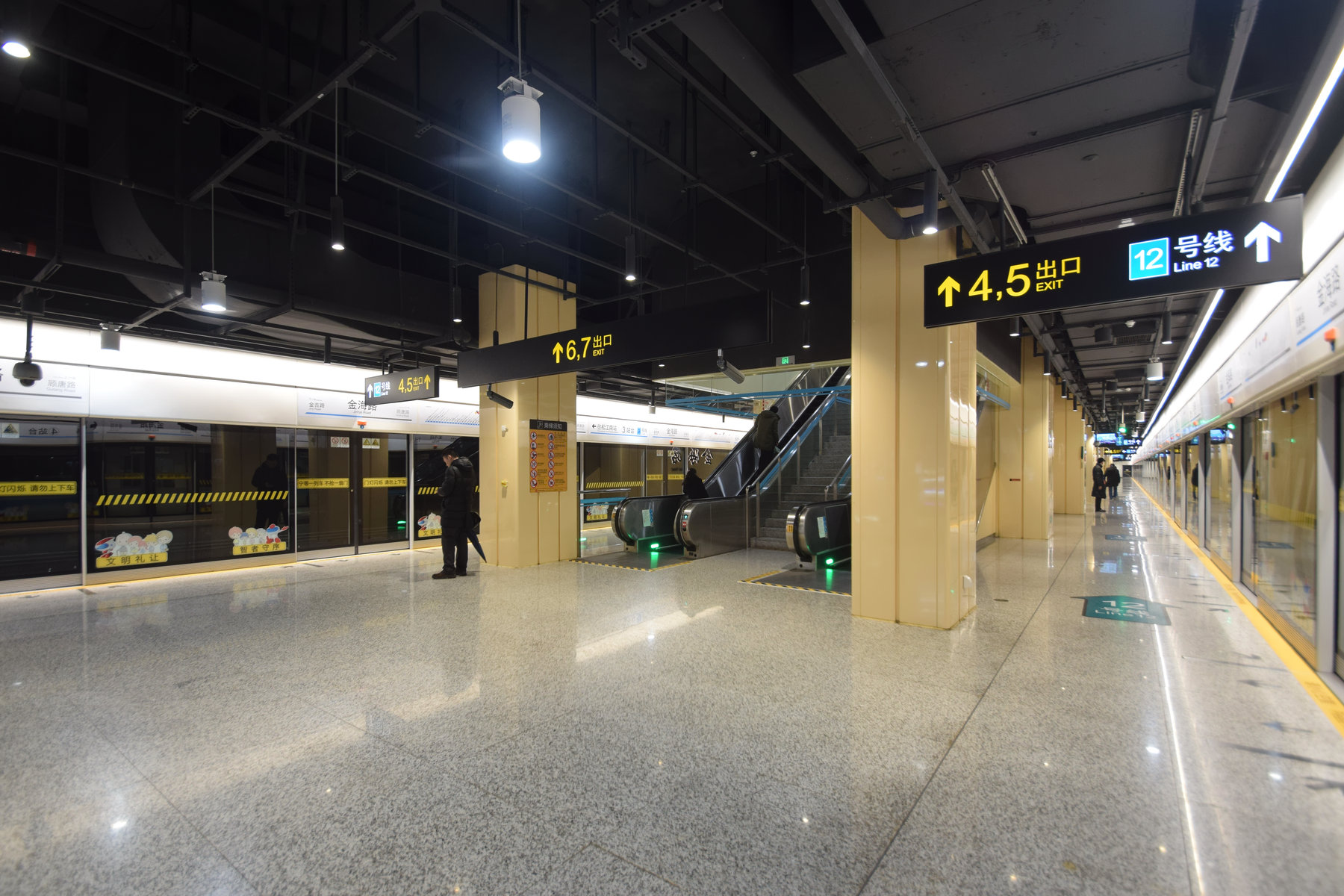
9号線ホーム
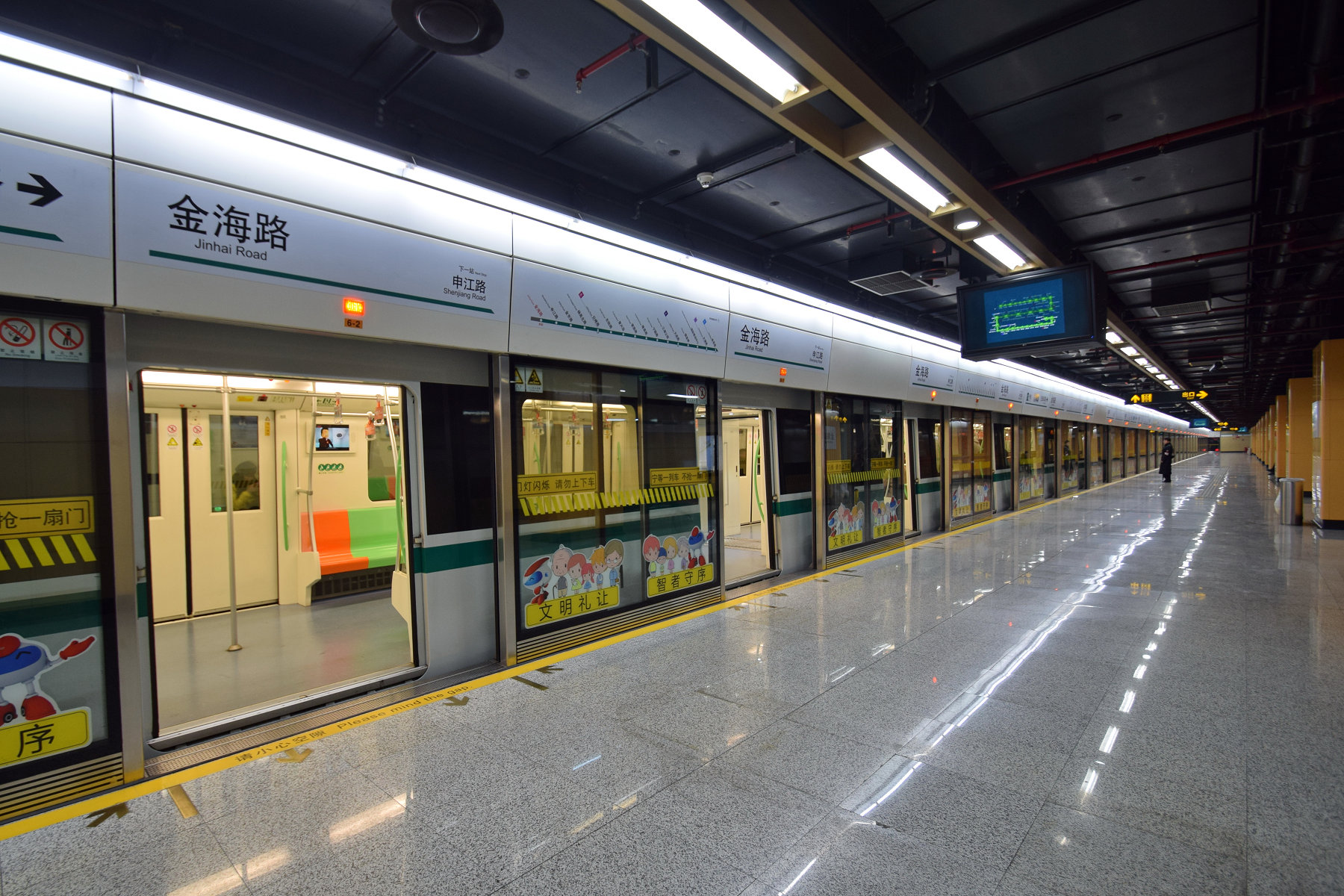
12号線1番線ホーム
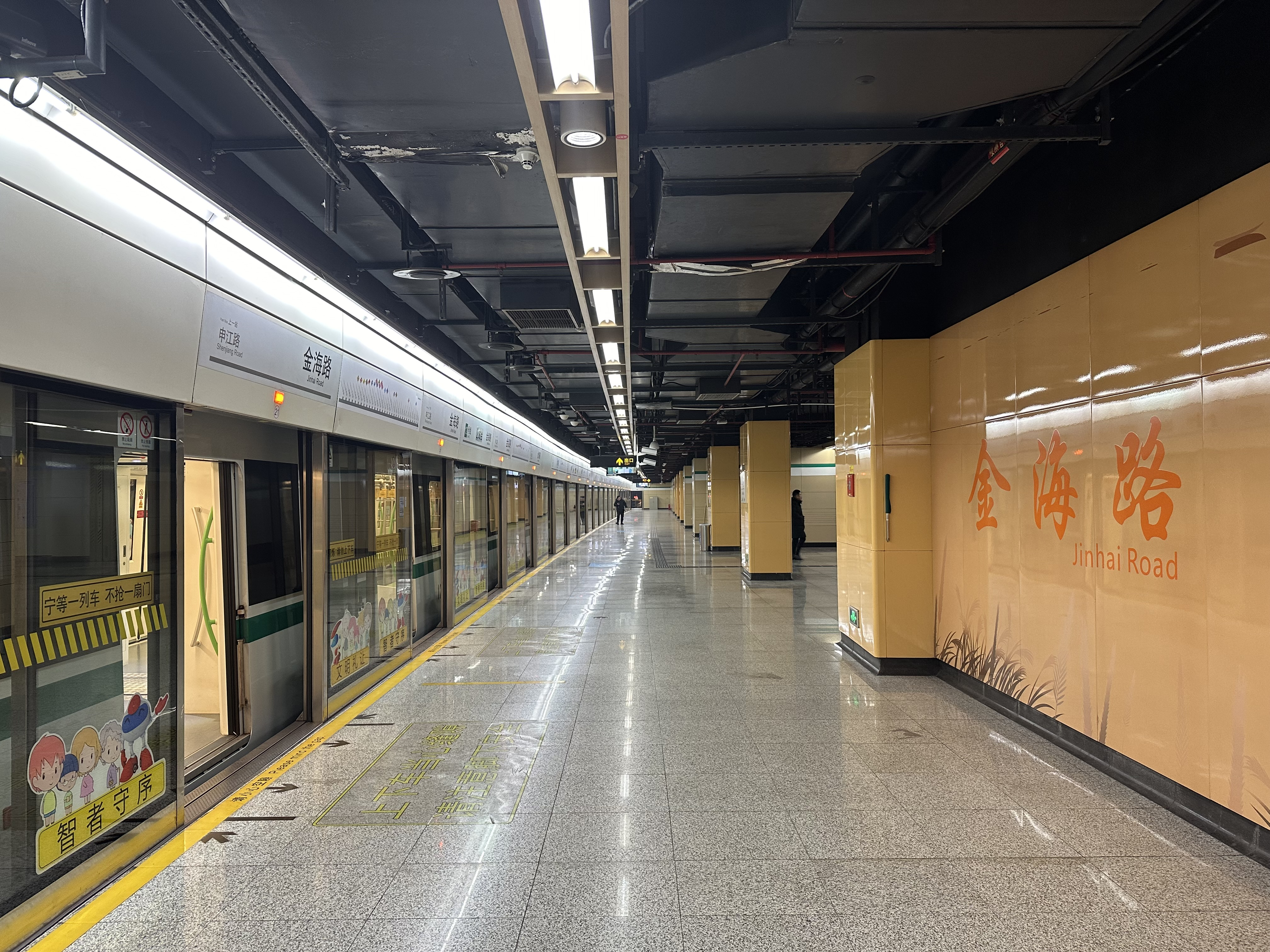
12号線2番線ホーム

| 番線                    | 路線     | 行先           |
| ----------------------- | -------- | -------------- |
| 12号線ホーム（地下2階） |          |                |
| 1                       | ■ 12号線 | 七莘路方面     |
| 2                       | ■ 12号線 | 降車ホーム     |
| 9号線ホーム（地下3階）  |          |                |
| 3                       | ■ 9号線  | 上海松江站方面 |
| 4                       | ■ 9号線  | 曹路方面       |

（出典：上海地下鉄:站层图）
- 9号線ホーム
- 12号線1番線ホーム
- 12号線2番線ホーム

## 駅周辺
- 新奥広場
- 佳農広場
- 申鴻苑
- 上海軌道交通 金橋車両基地

## 隣の駅
上海軌道交通
■ 9号線
金吉路駅 - 金海路駅 - 顧唐路駅
■ 12号線
申江路駅 - 金海路駅